# FIFA 16
FIFA 16  är ett fotbollsspel utvecklat av EA sports, och utgivet av Electronic Arts. Spelet släpptes 24 september 2015 i Sverige.
En nyhet är att spelaren kan välja mellan 12 olika damlandslag: Australien, Brasilien, Kanada, Kina, England, Frankrike, Tyskland, Italien, Mexiko, Spanien, Sverige och USA. Damlagen kommer kunna avvändas i spellägena Avspark, Offlineturninering och vänskapsmatcher online. 
Det populära spelläget FIFA Ulitmate Team (också känt som FUT) finns med i spelet, med det nya tillägget FUT Draft, där en spelare får möjlighet att sätta ihop ett drömlag utifrån fem givna kort på varje position, och försöka få ett så långt "win-streak" som möjligt, och på det sättet tjäna in poäng som går att köpa fler spelkort för. 
Även det populära spelläget "Karriärläge" får nya funktioner. Spelaren har möjlighet att skicka sitt lag på en försäsongsturnering där spelaren kan vinna pengar att köpa nya spelare för. Spelaren har nu också möjlighet att träna sina spelare, för att antingen boosta sina befintliga stjärnor eller satsa på talanger som kan bli framtida stjärnor och säljas dyrt.

### Fotnoter
1. ↑  ”TV-spelet FIFA får damlandslag”. Dagens nyheter. 28 maj 2015. http://www.dn.se/sport/fotboll/tv-spelet-fifa-far-damlandslag/. Läst 29 maj 2015.